# Lushoto
Lushoto é uma cidade nas montanhas Usambara da Tanzânia. É a capital do distrito de Lushoto, região de Tanga. O censo nacional de 2012 estimou a população da ala de Lushoto em 28.190 habitantes.

## História
Durante o domínio colonial alemão, Lushoto era conhecida como Wilhelmstal (vale de William) e recebeu o nome do imperador Wilhelm II.